# Carreras de aceleración (automovilismo)

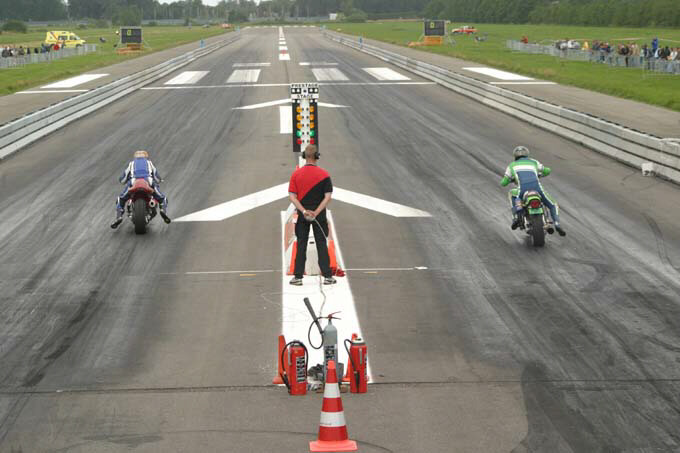
Dos motocicletas arrancando desde la línea de salida.

Las carreras de aceleración (drag racing en inglés), también llamadas picadas, piques o piques ilegales en España y arrancones o arrancones clandestinos en Hispanoamérica, son una disciplina de automovilismo y motociclismo en la que dos automóviles o motocicletas compiten en una pista recta (a veces llamada «picódromo» coloquialmente), acelerando desde el reposo con el objetivo de llegar a la meta antes que el rival. La línea de meta suele encontrarse a 402 metros, lo que equivale a un cuarto de milla, o 201 metros, que equivaldría a un octavo de milla, por lo que la duración de estas carreras suele ser de alrededor de 20 o 10 segundos respectivamente. Se han estado empleando mediciones mediante sistemas electrónicos desde la década de los 60.
Este tipo de competiciones va ligado al inicio de los vehículos de motor, teniendo forma tanto en carreras ilegales como en deportes de motor organizados y regulados.

## Organización

### Europa
Las carreras de aceleración las importaron a Europa las tropas de la OTAN durante la Guerra Fría. Estas se organizaban en las bases aéreas de Ramstein y Sembach en la década de los 60 y pistas de despegue y circuitos de Reino Unido hasta que se abrió la primera pista de aceleración oficial y permanente de Europa, Santa Pod Raceway en 1966.
La FIA organiza un campeonato de las categorías Top Fuel, Top Methanol Dragster, Top Methanol Funny Car, Pro Modified y Pro Stock en Europa. La FIM Europa organiza un evento similar para motos.

## Reglas
Aunque cada competencia tiene su propio reglamento, algunas de las reglas generales de los arrancones son:
- Los dos competidores deben de estar al mismo nivel de la línea de salida.
- El semáforo tiene dos juegos de luces con varios niveles, de colores amarillo, rojo y verde. Y además, un juego de luces de "posicionamiento" para que ambos competidores estén alineados de la misma manera. Cada nivel se va encendiendo de a poco, cada 0,5 segundos aproximadamente, y cuando se encienden las luces verdes comienza la carrera. Aunque la rapidez de la cascada de luces puede variar dependiendo de cada pista
- Los pilotos no pueden cruzar la línea que separa ambos carriles ni hacer mover el vehículo antes de que las luces verdes estén encendidas.
- también es obligatorio el uso de cinturón de seguridad (en el caso de los automóviles) y casco.

## Motores
Como estas carreras son muy cortas, los motores se preparan para que den el máximo rendimiento, sacrificando la fiabilidad. Durante una competición de varias carreras, es común que entre carrera y carrera se cambien piezas del motor dañadas. Para aumentar la potencia, en algunos eventos se permite utilizar sobrealimentadores y óxido nitroso o incluso turbinas a reacción de hasta 36.000 CV.

## Vehículos históricos

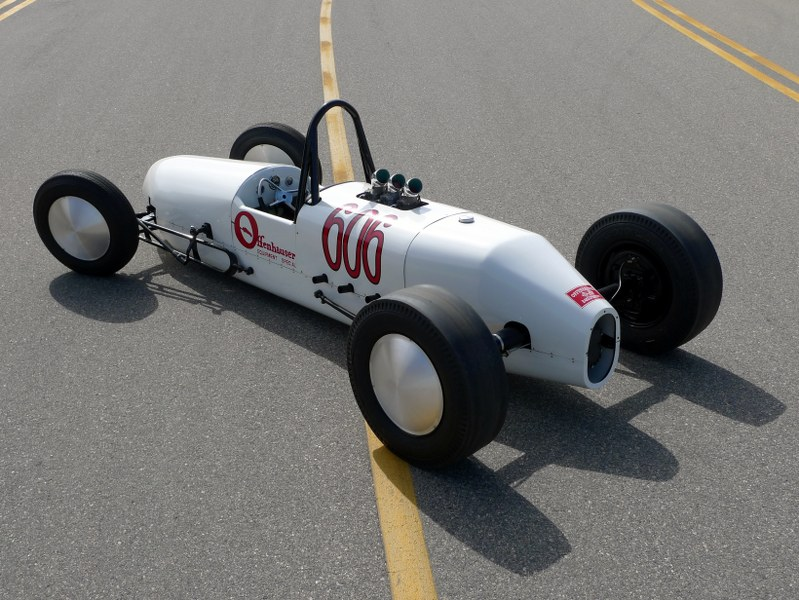
El Smokin' White Owl de George "Ollie" Morris en 1954

- El Smokin' White Owl de George "Ollie" Morris en 19541954: el primer slingshot, de Mickey Thompson.[4]
- 1954: "Smokin' White Owl" de George "Ollie" Morris, el primer coche de carreras de aceleración con motor trasero V8 de Chevrolet.[5][6]
- 1962: El Greer-Black–Prudhomme digger, con el mejor récord NHRA de la historia.[4]
- 1966: El Eliminator I, el primer Funny Car genuino, construido por los hermanos Logghe.[4]
- 1971: El Swamp Rat XIV (o Swamp Rat 1-R), el primer coche de carreras de velocidad con motor trasero, construido por Don Garlits;[7] Ed Donovan presentó el 417 Donovan hemi, una copia del Chrysler en aluminio[8]
- 1974: el primer chasis tubular de Pro Stock, Bill Jenkins' '72 Vega.[9]
- 1986: Swamp Rat XXX, el primero aerodinámico, construido por Don Garlits.[10]